# 阿普頓 (麻薩諸塞州)
阿普頓（英語：Upton）是一個位於美國麻薩諸塞州烏斯特縣的鎮。

## 人口
根據2020年美國人口普查的數據，阿普頓的面積為56.30平方千米，當中陸地面積為55.80平方千米，而水域面積為0.60平方千米。當地共有人口8000人，而人口密度為每平方千米142人。